# Holophaea lycone
Holophaea lycone là một loài bướm đêm thuộc phân họ Arctiinae, họ Erebidae.